# Jednokvítek velekvětý
Jednokvítek velekvětý (Moneses uniflora), v Norsku nazývaný Olafův svícen, je rostlina z čeledi vřesovcovité, která je původní ve vlhkých jehličnatých lesích v oblastech mírného pásma na severní polokouli, od Španělska až po Japonsko a po celé Severní Americe. Je jediným druhem rodu jednokvítek (Moneses).
V České republice patří k velmi vzácným, zvláště chráněným druhům rostlin.
Jednokvítek velekvětý je trvalka, bylina se štíhlým oddenkem, listy jsou bazální nebo nízko posazené, oválně eliptické až vejčité, 10–30 mm v průměru, s malými zuby. Řapík je kratší, než je průměr listu. Každý 30 až 170 mm vysoký stonek je zakončen převislým, vonným květem. Květ má průměr 15 až 25 mm. Pět bílých lístků je mírně zmačkaných. Kališní lístky jsou oválné, volné, bílo-zelené. Kvete od května do října.

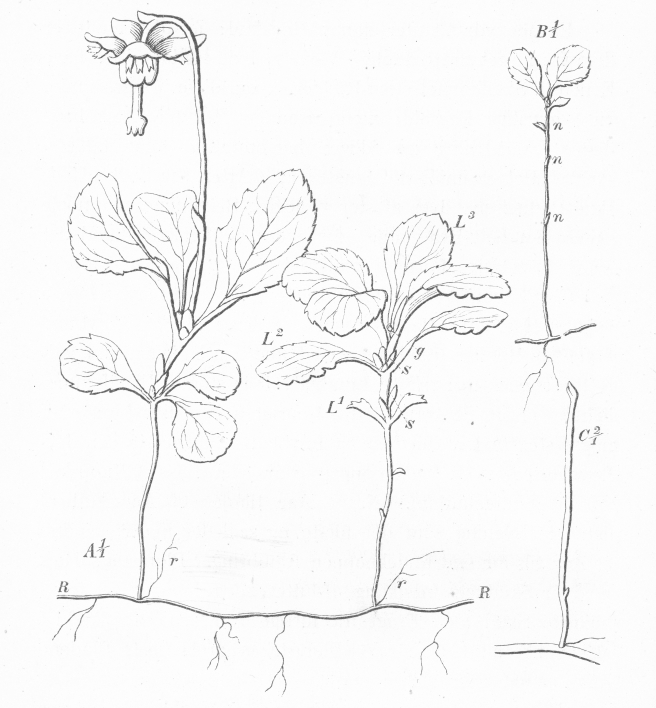
Nákres růstu z oddenků